# Turnin Me On
"Turnin Me On" to piosenka hip-hopowa stworzona przez Keri Hilson, Jamala Jonesa i Dwayne'a Cartera na debiutancki album studyjny Hilson, In a Perfect World... (2009). Wyprodukowany przez Polow da Dona, utwór wydany został jako trzeci singel promujący krążek dnia 25 listopada 2008 w Stanach Zjednoczonych. Kompozycja nagrana została z gościnnym udziałem Lil Wayne'a. Raper wykorzystuje również w piosence auto-tune.

## Teledysk
Teledysk do singla reżyserowany był przez Erika White'a i nagrywany głównie na białym tle. W klipie Hilson wciela się w kobietę otoczoną przez atrakcyjnych mężczyzn, którzy podniecają bądź nie zyskują zainteresowania wokalistki. Podczas trwania videoclipu ukazane są ujęcia przedstawiające artystkę siedzącą na dużych głośnikach, tańczącą z dwoma tancerzami towarzyszącymi, spożywającą napoje oraz bawiącą się z przyjaciółmi, podczas gdy mężczyźni starają się zaimponować jej. Następne kadry przedstawiają rapującego Lil Wayne'a na czarnym tle, by w następnym momencie klipu ujrzeć Hilson na czerwonej sofie i w końcu pozbywającej się denerwującego ją chłopaka. W teledysku gościnnie występują Polow da Don, raper Rich Boy, uczestnik amerykańskiej edycji programu Idol Leah LaBelle oraz siostra wokalistki.
Klip miał premierę dnia 20 listopada 2008 na antenach kilku stacji muzycznych.

## Remiks
Oficjalny remiks utworu zawiera wokal Busta Rhymesa zamiast Lil Wayne'a. W nieoficjalnym remiksie oprócz głosu Lil Wayne'a można usłyszeć także rapera – Hona.

## Listy utworów i formaty singla
Amerykański promocyjny CD singel
1. "Turnin Me On" (Clean) – 4:14
2. "Turnin Me On" (Wersja instrumentalna) – 4:10
3. "Turnin Me On" (Dirty) – 4:15

## Pozycje na listach
| Lista przebojów (2009)              | Najwyższa pozycja |
| ----------------------------------- | ----------------- |
| Kanada Billboard Hot 100            | 80                |
| Nowa Zelandia RIANZ Singles Chart   | 29                |
| USA Billboard Hot 100               | 15                |
| USA Billboard Hot R&B/Hip-Hop Songs | 2                 |
| USA Billboard Pop 100               | 28                |
| United World Chart                  | 35                |